# Aroa quadriplagata
Aroa quadriplagata is een vlinder uit de familie spinneruilen (Erebidae), onderfamilie donsvlinders (Lymantriinae). De wetenschappelijke naam van deze soort is voor het eerst geldig gepubliceerd in 1903 door Pagenstecher.
De soort komt voor in tropisch Afrika.